# Ramón Gassió Bosch
Ramón Gassió Bosch (Borjas Blancas, 1895-Barcelona, 16 de diciembre de 1989) fue un médico, publicista y político carlista español.

## Biografía

### Juventud
Nacido en la localidad leridana de Borjas Blancas, en su juventud se trasladó a Barcelona, donde trabajó durante el día y por la noche estudió la carrera de Medicina. En la década de 1920 era ya un destacado médico y publicista.
En política militaba en la Comunión Tradicionalista y en 1917 era secretario del Círculo Tradicionalista «El Crit de Patria».
Dedicado también al periodismo, fue director de la «página popular» que se publicaba en el diario carlista El Correo Catalán y colaboró con los semanarios La Trinchera y La Protesta, donde desarrolló una intensa campaña contra el pistolerismo que precedió al advenimiento de la dictadura de Primo de Rivera.

### Segunda República
Durante la Segunda República presidió el Círculo Carlista «El Loredán» de Badalona y fue vicepresidente de la Juventud Tradicionalista de Barcelona y vocal del Círculo Central Tradicionalista. En 1932 se presentó como candidato a las elecciones al Parlamento de Cataluña por la circunscripción de Gerona en las listas de la Coalición Católica (una candidatura compuesta por tradicionalistas y conservadores).
En 1935 fundó la Clínica del Carmen de Badalona, que estuvo funcionando hasta 2003.
Durante la guerra civil española fue perseguido y se puso precio a su cabeza. Logró pasar a la «zona nacional» y formó parte de la Comisión Carlista de Asuntos para Cataluña presidida por José María Anglés Civit, que también estaba integrada por Mauricio de Sivatte, José María Cunill, Salvador Bonet y Salvador Framis, A. García Díez y José Prat Piera, la cual formó el Tercio de Requetés Nuestra Señora de Montserrat.

### Franquismo
Conquistada Cataluña por los «nacionales», Gassió, junto con la plana mayor del carlismo catalán, fue uno de los firmantes de una carta dirigida al jefe del Estado, Francisco Franco, fechada el 1 de marzo de 1939, en la que reclamaban la dirección de Falange Española Tradicionalista y de las JONS de toda Cataluña.
Estuvo enfrentado a José María Parés, jefe local del Movimiento en Badalona.
Dentro del carlismo de la posguerra era, junto con José Bru, Pedro Roma Campí y otros, uno de los principales promotores en Cataluña del movimiento carlooctavista, que colaboraba con el régimen de Franco y defendía los derechos a la corona de España de Carlos Pío de Habsburgo-Lorena y Borbón (Carlos VIII), por quien fue condecorado con la Encomienda de la Real y Leal Orden de San Carlos Borromeo.
Desde 1940 dirigió en Badalona la empresa sanitaria Médica del Carmen, que daba asistencia gratuita a los obreros de la ciudad (el único caso existente en aquellos momentos en España), y fue también juez municipal de Badalona.
Fundó el Círculo Central Español de Barcelona (situado en la calle José Anselmo Clavé 3 y después Junqueras 11),  y el Círculo Cultural Vázquez de Mella de la ciudad condal. En 1959 editó Tradición, revista literaria y de estudio doctrinal y de la filosofía del ideario tradicionalista-carlista, que estuvo dirigida por Antonio Roma Aguilar, hijo de Pedro Roma Campí.
Fue requerido con frecuencia para la representación política, administrativa, judicial, santiaria, etc., en Barcelona y Badalona. Hasta su jubilación perteneció al cuadro médico de la Asociación de la Prensa.
Fue presidente honorario de la Agrupación Coral Coure. Recibió la Medalla de Oro de la Cruz Roja Española y fue Caballero de la Corte de Honor de la Virgen del Pilar.
Poseía una biblioteca especializada en temas históricos y doctrinales del carlismo, considerada en su clase como la más importante de España, y disponía asimismo de una extensa colección documental y de obras de arte y grabados de gran valor.
Se casó en su madurez con Montserrat Subirachs, con quien tuvo tres hijos: Ramón (1960-1988), Rosa María y Ana María Gassió Subirachs. Un sobrino suyo, Ramón Sans Gassió, combatiente en la guerra civil y caballero mutilado, fue consejero nacional en las Cortes franquistas entre 1966 y 1970 por el tercio sindical.